# 度支部
度支部是清政府於1906年（光緒三十二年）設立的中央機構，總管財政事務。

## 沿革
光绪三十二年（1906年），户部改设度支部，将财政处并入，置尚书，左、右侍郎，左、右丞，参议，各一人。将十四司合并为十司，改置郎中以次各官。宣统三年（1911年），改尚书为大臣，侍郎为副大臣。该部下轄清理財政處、大清銀行、造幣總廠等。
中華民國建立後，设財政部，取代了度支部。

## 编制
度支部设度支大臣，副大臣，各一人。左、右丞，左、右参议，各一人。承政、参议两厅，俱郎中三人，员外郎四人，主事三人。田赋、漕仓、税课、筦榷、通阜、库藏、廉俸、军饟、制用、会计十司，郎中三十一人（制用四人。馀各三人），员外郎四十四人（制用六人。田赋、库藏各五人。馀各四人），主事三十有五人（田赋、筦榷、通阜、廉俸、会计各四人，馀各三人）。金银库，郎中一人，员外郎四人，主事二人。收发稽察处（督催所改），员外郎一人，主事二人。

## 职能
度支大臣掌主计算，勾会银行币厂，土药统税，以经国用。副大臣贰之。
- 田赋司：掌土田财赋，稽覈八旗内府庄田地亩。
- 漕仓司：掌漕运覈销，仓穀委积，各省兵米穀数，合其籍帐以闻。
- 税课司：掌商货统税，校比海关、常关赢绌。
- 筦榷司：掌盐法杂课，凡盘查道运，各库赈敛，土药统税，并校其实。
- 通阜司：掌矿政币制，稽检银行币厂文移。
- 库藏司：掌国库储藏，典守颜料、缎疋两库。
- 廉俸司：掌覈给官禄，审计百司职钱餐钱。
- 军饟司：掌覈给军糈，勾稽各省报解协饟。
- 制用司：掌覈工银，经画京协各饟，兼司杂支例支。
- 会计司：掌国用出纳，审计公债外款，编列出入表式。
- 金银库：掌金帛期会。收发稽察处掌各司受事付事。

所辖：币制司，提调一人，帮提调二人（本部丞、参兼充）。庶务处，调查、筹办、稽覈、编译各股，俱派员分治其事。